# Gare d'Oullins (métro de Lyon)
Gare d'Oullins est une station de la ligne B du métro de Lyon, située à l'angle des avenues du Rhône et Edmond-Locard à Oullins-Pierre-Bénite.
Elle est mise en service en 2013, lors de l'ouverture à l'exploitation du prolongement de la ligne B jusqu'à la gare SNCF d'Oullins depuis le stade de Gerland.

## Situation ferroviaire

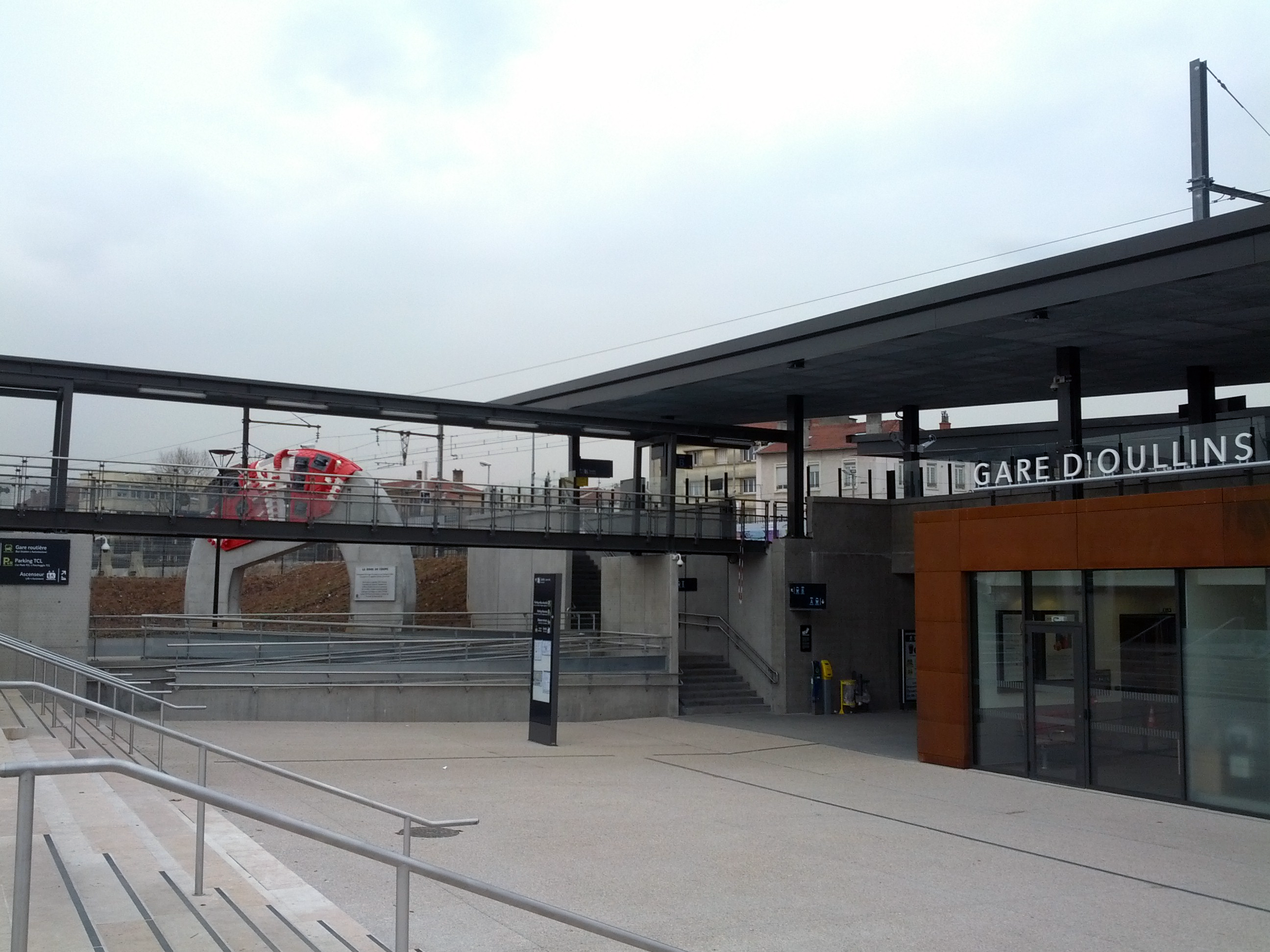
Vue du morceau du bouclier de forage du tunnelier ayant percé le tunnel exposé derrière la passerelle d'accès à la gare.

La station Gare d'Oullins est située sur la ligne B du métro de Lyon, au sud-ouest de la station Stade de Gerland – Le LOU.

## Histoire
La station « Gare d'Oullins » est mise en service le 11 décembre 2013, lors de l'ouverture officielle de l'exploitation du prolongement de la ligne B du métro de Lyon de la station Stade de Gerland à la gare SNCF d'Oullins.
Construite via un tunnelier comme l'ensemble de prolongement dont elle fait partie, elle est édifiée suivant un plan classique de deux voies encadrées par deux quais latéraux. Elle fait 80 mètres de long, 25 mètres de large et 20 mètres de profondeur, due au passage sous le Rhône de la ligne, et chaque quai est large de 3,8 mètres. La station a été réalisée par l'architecte Michel Maurice, de l'Atelier Arche, qui a dessiné une station dont les murs sont recouverts de plaques de marbre de Carrare et le sol de plaques de granit et qui utilise aussi de l'inox,. L'entrée se fait par quatre édicules entourés d'albizias à feuilles rouges, tandis que des arbres à feuilles vertes agrémentent les alentours de la station.
Elle est intégrée au sein d'un pôle d'échanges multimodal ayant nécessité de reconfigurer le secteur : la gare d'Oullins a été reconstruite 50 mètres plus au sud pour être au niveau de la station de métro, à l’emplacement des anciens ateliers SNCF d’Oullins-Voitures, et le passage à niveau de la rue Pierre-Semard a été supprimé.
Il n'y a pas de personnel, des automates permettent l'achat et d'autres le compostage des billets. Étant récente, elle est équipée d'origine d'ascenseurs pour les personnes à mobilité réduite et de portillons d'accès installés dans la mezzanine.

## Service des voyageurs

### Accueil
La station compte quatre accès débouchant sur la mezzanine, correspondant aux quatre points cardinaux et recouverts d'acier corten à l'extérieur et au revêtement intérieur doré, : l'accès nord donne sur l'avenue du Rhône et le parc relais nord, l'accès est donne sur l'avenue Edmond-Locard, l'accès sud donne sur la gare routière TCL et l'accès est donne sur la gare d'Oullins, dont l'ascenseur reliant la mezzanine à la surface permet aussi de rejoindre les quais de la gare SNCF. Elle dispose de distributeurs automatiques de titres de transport et de valideurs couplés avec les portillons d'accès dans la mezzanine.
Un parc relais vélo est disponible pour les personnes titulaires d'une carte Técély ou d'une carte Oùra chargée d'un abonnement TCL.

### Desserte
Gare d'Oullins est desservie par toutes les circulations de la ligne.

### Intermodalité
La station est associée à une gare routière et une gare SNCF (TER Auvergne-Rhône-Alpes), ce qui en fait un pôle multimodal. 
Les lignes de bus du réseau Transports en commun lyonnais (TCL) effectuant leur terminus sont nombreuses et sont regroupés dans la gare routière placée au sud de la station : 6, 11, 12, 14, 17 et 88, ainsi que les lignes 119 et 145 des Cars du Rhône également accessible avec un titre TCL.
La ligne passante, à savoir la ligne 15, effectue son arrêt à l'est sur l'avenue Edmond-Locard.
Enfin, il est possible de rejoindre via la rue Orsel, les arrêts des lignes de bus C7, C10, 63, et 120 des Cars du Rhône situés dans la grande rue d'Oullins.
Outre les rues et places avoisinantes, elle permet de rejoindre à pied différents sites, notamment : la médiathèque La Mémo, la MJC et le théâtre de la Renaissance.

## Galerie

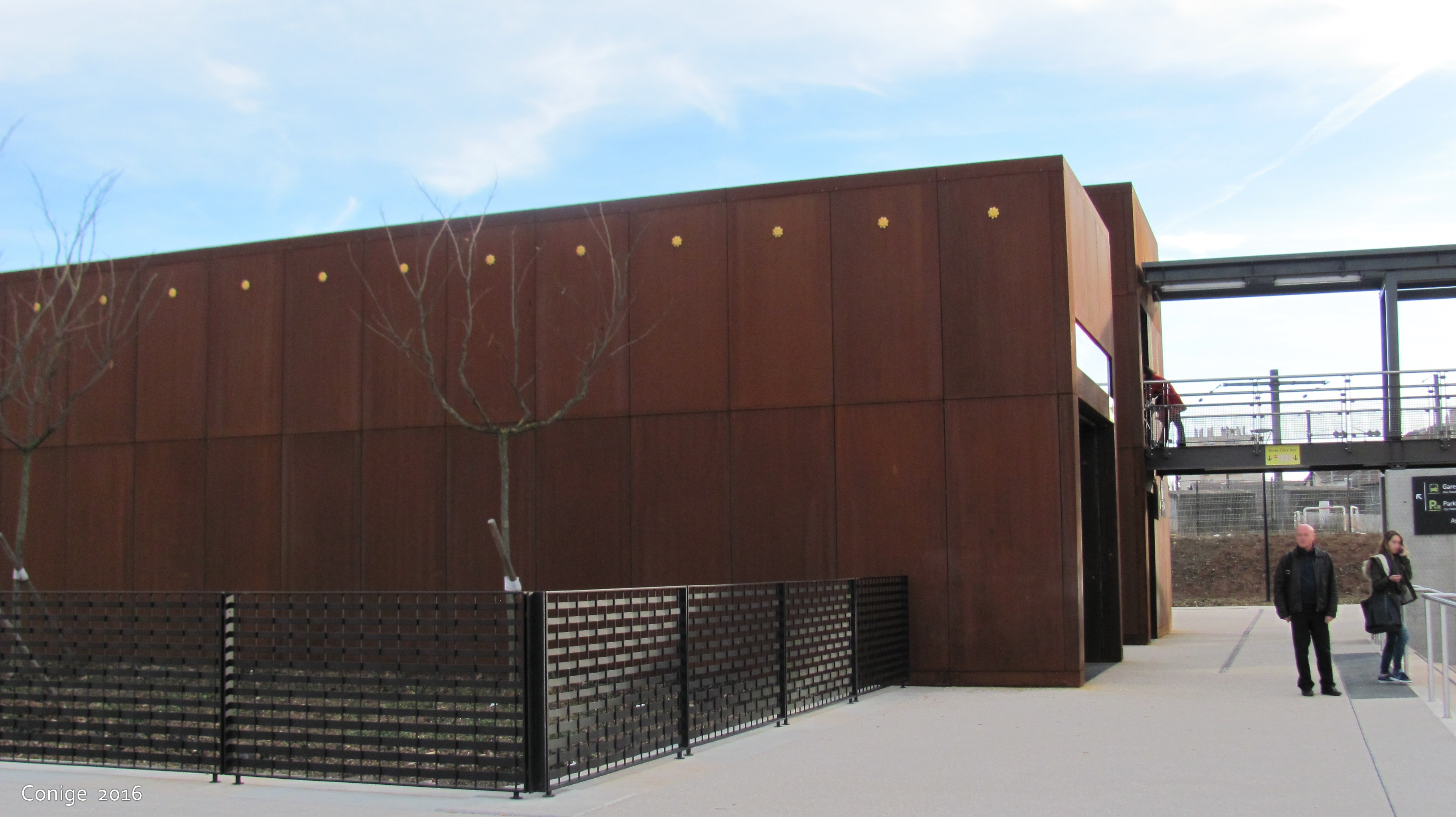
L'accès par escalier face à la gare SNCF
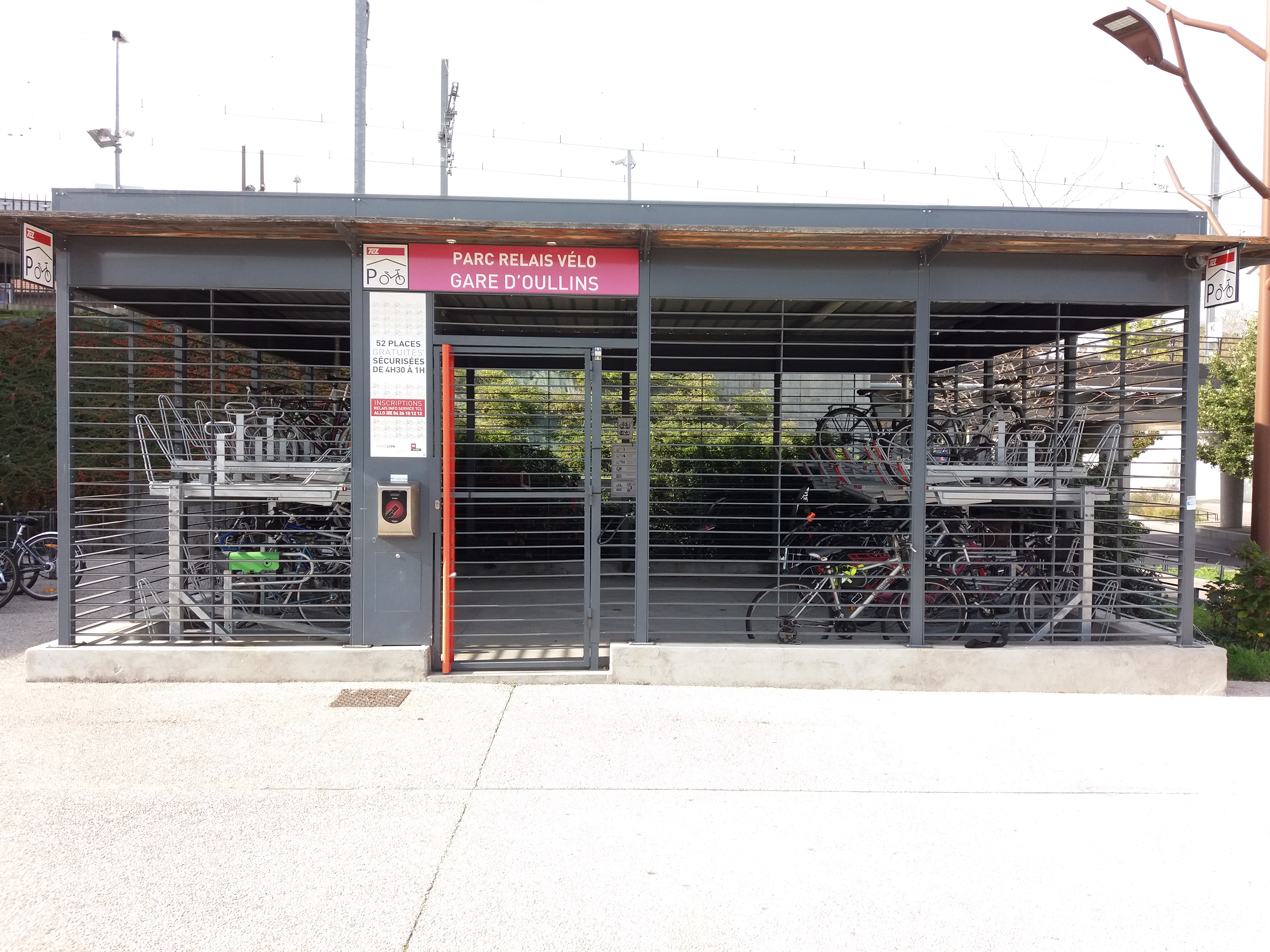
Le parc relais vélo